# M-87 Orkan
M-87 Orkan je samovozni večcevni raketomet, ki ga je izdelovala nekdanja Socialistična federativna republika Jugoslavija.

## Zgodovina
Razvoj sistema Orkan se je začel leta 1980 kot skupni projekt Socialistična federativna republika Jugoslavija in Iraka. Do leta 1985 so bili opravljena vsa testiranja, dve leti kasneje pa so bili prvi sistemi dobavljeni JLA. V Jugoslaviji ga je izdeloval kombinat BRATSTVO Novi Travnik.
Raketni sistem M87 Orkan je namenjen ognjeni podpori enotam ranga korpusa in armade, učinkovit pa je proti živi sili, oklepnim vozilom, pa tudi napadu na slabše utrjene objekte.

## Lanser in podvozje
Lanser je postavljen na šasijo tovornjaka FAP 3232 BDS/A, s pogonom 8x8 in dizelskim motorjem moči 235 kW. Vozilo ima maso 15.000 kg, bojna masa vozila z izstrelki vred pa znaša 32.000 kg. Za lažje premagovanje po terenu ima vozilo vgrajen sistem za centralno regulacijo pritiska v pnevmatikah. Petčlanska posadka je med premiki nameščena v klimatizirani šoferski kabini, 12-cevni lanser pa je nameščen na zadnji del tovornjaka. Lanser se po horizontali lahko obrača v polkrogu 220°, po elevaciji pa od -0,5° (+22° nad kabino vozila) do +56°. Pred lansiranjem raket se tovornjak stabilizira s pomočjo štirih hidravličnih podnožij, lanser pa se nato v horizontalno ravnino poravna preko posebnega sistema. Lansiranje poteka z daljinskim upravljanjem tako, da posadki ni potrebno izstopati iz kabine.
Sistem za nadzor ognja se nahaja na vozilu, poveljniškem vozilu baterije, topografskem vozilu, izvidniškem ter meteorološkem vozilu. Sistem avtomatsko izračunava in izbira cilje, podatki med vozili pa se prenašajo avtomatsko preko kabelske ali radijske zveze.
V sklopu baterije sistema Orkan so še vozila za prevoz raket, na katerih se nahaja po 24 raket ter dvigalo za raztovarjanje, s pomočjo katerega lahko dva člana posadke v 30 minutah raztovorita vseh 24 raket.
Lansirna vozila sistema M87 Orkan so za lastno zaščito oborožena s protiletalskim mitraljezom kalibra 12,7 mm, nameščenim na kabino tovornjaka, za maskiranje pa uporabljajo štiri metalce dimnih bomb, ki so nameščeni na prednji odbijač. Posadka sistema je bila v JLA oborožena s po štirimi jurišnimi puškami zastava M70, avtomatsko pištolo Zastava M84 in ročnim sistemom M79 Osa.

## Rakete
Raketa R-262 M87 Orkan je bila razvita v dveh različicah, s kasetno bojno glavo, v kateri so kumulativno-razpršilne bombice in s kasetnom bojno glavo s protitankovskimi minami.
V kasetni bojni glavi z bombicami se nahaja 288 kumulativno-razpršilnih bombic kalibra 40 mm. Bojna glava bombice odvrže s pomočjo časovnega vžigalnika od 800 do 1000 m nad terenom, površina, ki jo bombice prekrijejo pa je okoli 2 hektara. Ubojni radij bombic je 10 m, prebojnost posamezne 245-gramske bombice pa je do 60 mm jekla.
Kasetna bojna glava s protioklepnimi minami pa vsebuje 8 kontejnerjev s skupaj 24 105 milimetrskimi minami. Padec kontejnerja upočasni padalo, po 2,5 sekundah pa iz njega izpadejo mine, katerih let uravnavajo štiri krilca. Mine z maso 1,8 kg imajo prebojnost 40 mm, sproži pa jih magnetni bližinski vžigalnik. Neeksplodirane mine se samouničijo po 24 urah.
Domet rakete je reguliran s spreminjanjem elevacije lanserja ter preko zračnih zavor na raketi. Minimalni doseg rakete je 5 km, maksimalni pa 50 km. Izstreljevanje lahko poteka posamično ali v rafalih z intervali 2, 3 ali 4 sekunde.
Orkan je bil za JLA izdelan v omejenem številu, po razpadu države pa so ga povsem prenehali izdelovati. Zvezna republika Jugoslavija je kasneje razvila posodobljen sistem Orkan-2, ki ima po štiri lansirne cevi kalibra 262 mm postavljene na lansirno vozilo raketnega sistema Luna-M (FROG-7), sistem pa je bil namenjen predvsem izvozu.

## Uporabniki
- Srbija - 4 Orkan-2[1]
- Bosna in Hercegovina - 2
- Hrvaška - 4
- Republika Srpska - 1

### Bivši uporabniki
- Jugoslavija- 7-8